# Jakobuskirche (Szczyrk)
Die Jakobuskirche (polnisch Kościół św. Jakuba w Szczyrku) in Szczyrk, Polen, ist eine römisch-katholische Kirche in Szczyrk.

## Geschichte

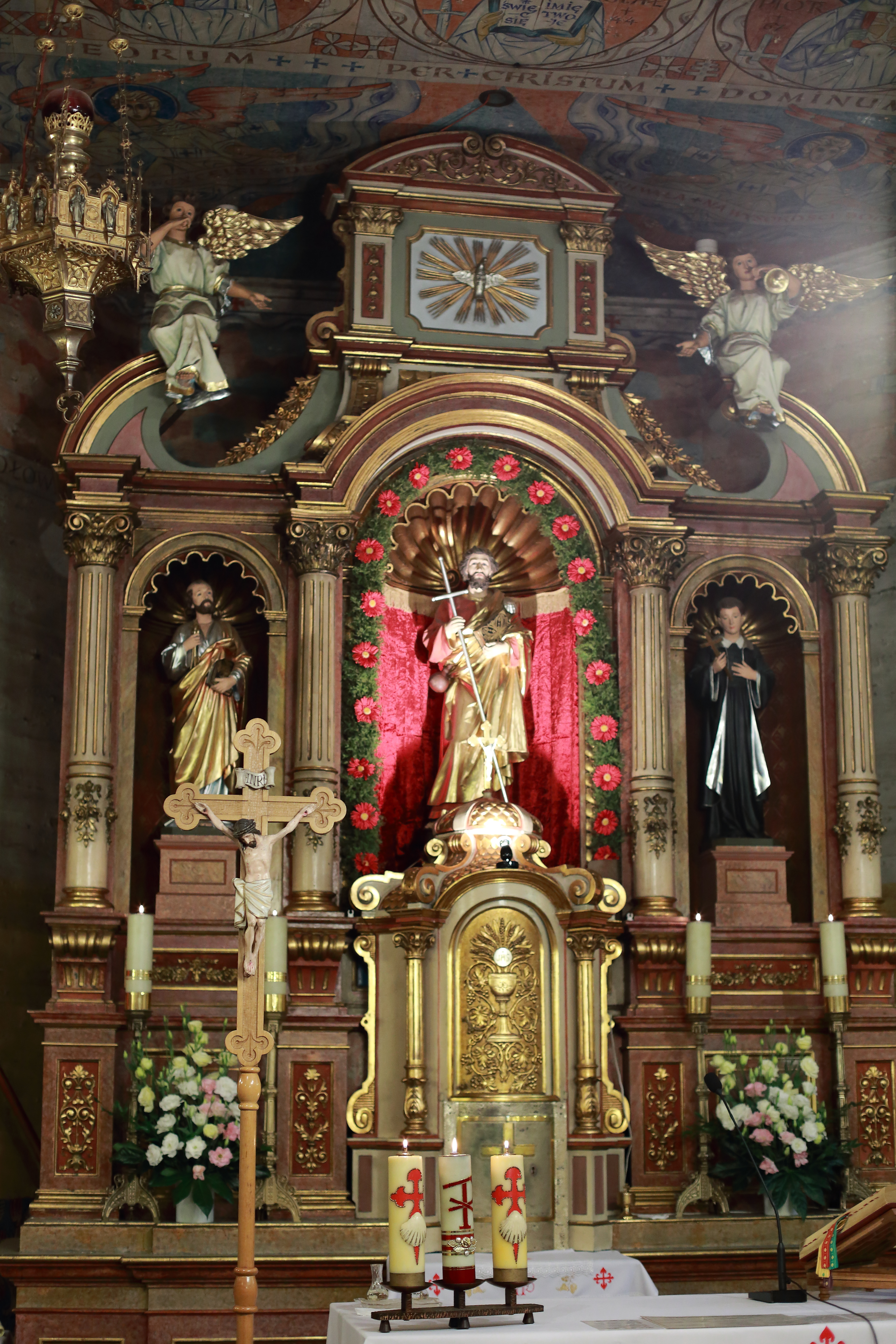
Altar

Die Kirche wurde Ende des 18. Jahrhunderts erbaut. Der umliegende Friedhof wurde 1848 aufgelassen. Die Kirche verfügt über eine barocke Innenausstattung und eine Glocke von 1691. Viele Kunstgegenstände stammen aus dem Norbertanerkloster in Nowy Sącz.